# Ольшанський Сергій Петрович
Сергій Петрович Ольшанський (28 травня 1948, Москва, СРСР) — радянський футболіст. Майстер спорту міжнародного класу. Бронзовий призер Олімпійських ігор 1972 року.

## Біографічні відомості
Вихованець юнацької команди Московського електро-лампового заводу. Продовжував відшліфовувати майстерність у Футбольній школі молоді з Лужників і експериментальній молодіжній команді «Буревісник». 1966 року був визнаний «Найкращим нападником» на традиційному міжнародному турнірі юнацьких команд в Сан-Ремо (Італія).
У складі «Спартака» дебютував 16 квітня 1969 року. У другому таймі гри проти тбіліського «Динамо» замінив Віктора Папаєва. Того сезону «червоно-білі» стали чемпіонами, але Ольшанський провів лише п'ять матчів, що було замало для отримання золотої медалі. З наступного сезону — повноцінний гравець основи. Перекваліфікувався у захисника і був обраний капітаном команди. У 1971 і 1972 роках грав у фіналах кубкового турніру. Першого разу «Спартак» здолав ростовських «армійців», а наступного сезону поступилися в серії пенальті землякам з «Торпедо». Удар Ольшанського парирував Віктор Банніков. Срібний призер першості 1974 року.
З 1972 року залучався до збірної СРСР, дебютував 6 серпня проти шведів (4:4). На мюнхенській Олімпіаді провів три матчі, у тому числі за третє місце проти команди НДР, що завершився внічию і обидві збірні отримали бронзові медалі. У червні 1973 року грав в прощальному матчі Шестерньова. У Москві радянські футболісти поступилися збірній Бразилії (0:1, Жаїрзіньйо). У грудні був запрошений до збірної світу на прощальний матч Гаррінчі (разом з Ловчевим і Онищенком). В наступні роки грав у відбіркових турнірах на першості світу і Європи, а також низці товариських матчів. Всього за першу збірну провів 19 матчів, за олімпійську — 2.
1975 року був призваний до рядів Радянської Армії. Перехід був узгоджений з головним тренером ЦСКА Анатолієм Тарасовим, але, з невідомих причин, поїхав до Петропавловськ-Камчатського, де був помічником гранатометчика. Залишок сезону відіграв за друголіговий СКА (Хабаровськ). У міжсезоння був переведений до ЦСКА, кольори якого захищав чотири сезони. Також був капітаном команди. Всього у вищій лізі провів 235 матчів (8 голів). У єврокубках — 10 ігор, у тому числі проти мадридського «Атлетіко» і італійського «Мілана».
Після завершення ігрової кар'єри тривалий час працював у ЦСКа на різних посадах: тренером ДЮСШа, інструктором спортивних ігор, начальником відділу футболу і хокею, старшим офіцером навчально-спортивного відділу тощо. Завершив військову службу полковником. У 1986—1988 роках очолював армійську команду з Гвінеї-Бісау. На початку 2000-х працював у командах «Реутов», «Сатурн» (Єгор'євськ) і «Ніка» (Москва).

## Титули і досягнення
- Бронзовий олімпійський призер: 1972
- Володар кубка СРСР (1): 1971
- Срібний призер чемпіонату СРСР (1): 1974
- Фіналіст кубка СРСР (1): 1972